# Błąd asocjacji

Diagram Venna obrazujący błąd asocjacji. A należy do B i należy do C ale nie oznacza to jednak, że całe B należy do C.

Błąd asocjacji (ang. association fallacy), znany także jako błąd skojarzenia – błąd logiczny polegający na przypisywaniu cech jednej rzeczy drugiej, na podstawie pozornego podobieństwa między nimi. Opiera się na nieuprawnionym zestawieniu dwóch elementów, które sprawiają wrażenie podobnych, lecz nie są ze sobą istotnie powiązane. Błąd ten bywa wykorzystywany jako chwyt erystyczny.
Wyróżnia się dwa główne typy tego błędu: wina przez skojarzenie oraz honor przez skojarzenie.

## Przykładowa forma błędu
```
A jest B.
A jest również C.
Zatem każde B jest C. (wniosek błędny)

```

Przykład: Marek jest fotografem. Marek ma blond włosy. Zatem wszyscy fotografowie mają blond włosy.

## Wina przez skojarzenie

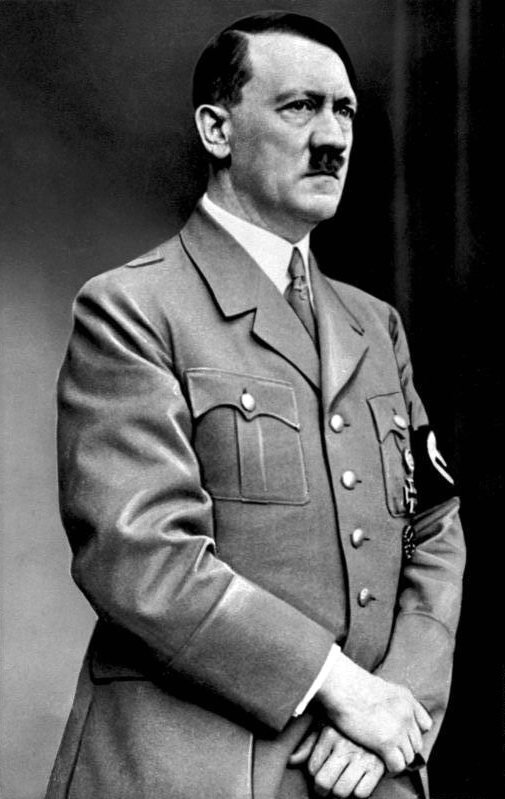
Postać Adolfa Hitlera często bywa przywoływana w ramach reductio ad Hitlerum – przykładu winy przez skojarzenie.

Wina przez skojarzenie (ang. guilt by association), znana również jako błąd złego towarzystwa (ang. bad company fallacy) lub błąd towarzystwa, w którym przebywasz (ang. the company you keep fallacy) – rodzaj błędu asocjacji, polegający na próbie unieważnienia stanowiska przeciwnika poprzez powiązanie go z osobą lub grupą negatywnie odbieraną w społeczeństwie. Taka argumentacja przyjmuje formę argumentum ad hominem i opiera się na bezpodstawnej odpowiedzialności zbiorowej.
```
Osoba A jest X.
Zła osoba B również jest X.
Zatem X musi być złe, a osoba A tak samo jak B.

```

Przykład: Planujesz zostać matematykiem? Ted Kaczynski też był matematykiem. Nie powinieneś iść tą samą drogą.
```
Osoba A jest X.
Zatem X musi być złe.

```

Przykład: Eric Harris i Dylan Klebold lubili grać w gry wideo, zatem gry wideo muszą być niebezpieczne.

### Reductio ad Hitlerum
Jednym z popularnych przykładów winy przez skojarzenie jest reductio ad Hitlerum, czyli próba podważenia argumentu przez wskazanie, że podobne stanowisko zajmował Adolf Hitler lub NSDAP.
```
Osoba A jest X.
Hitler też był X.
Zatem X jest złe, a osoba A jest jak Hitler.

```

Przykład: Popierasz eutanazję? Wiesz, kto jeszcze ją popierał? Hitler.
Lubisz psy? Wiesz, kto też lubił psy? Hitler.

## Honor przez skojarzenie
Honor przez skojarzenie (ang. honor by association) – błąd asocjacji stanowiący odwrotność winy przez skojarzenie. Polega na uznaniu stanowiska lub cechy za pozytywną wyłącznie dlatego, że posiada ją osoba lub grupa powszechnie uznawana za godną szacunku. Stanowi formę argumentum ad auctoritatem.
```
Osoba A była dobra.
Osoba A była też X.
Zatem wszyscy X są dobrzy.

```

Przykład: Martin Luther King był dobrym człowiekiem. Był też baptystą. Zatem wszyscy baptyści to dobrzy ludzie.
Analogicznie, powoływanie się na znaną i szanowaną postać – np. Martina Luthera Kinga – nie stanowi błędu honoru przez skojarzenie, jeśli przytoczenie tej postaci służy wsparciu argumentu merytorycznego, a nie jego zastąpieniu emocjonalnym odwołaniem.